# Tuffi ai campionati mondiali di nuoto 2015 - Grandi altezze maschile
La competizione di tuffi dalle grandi altezze maschile dei campionati mondiali di nuoto di Kazan' 2015 si è svolta in due fasi. Il primo turno si è svolto nel pomeriggio del 3 agosto e si sono eseguiti i primi tre tuffi, mentre il secondo turno, nel pomeriggio del 5 agosto e si sono svolti i rimanenti due tuffi.

## Medaglie
| Posizione | Atlete           | Paese         |
| --------- | ---------------- | ------------- |
| Oro       | Gary Hunt        | Gran Bretagna |
| Argento   | Jonathan Paredes | Messico       |
| Bronzo    | Artem Silchenko  | Russia        |

## Risultati
| Pos. | Atleta              | Nazionalità   | Round 1 | Round 2 | Round 3 | Round 4 | Round 5 | Totale |
| ---- | ------------------- | ------------- | ------- | ------- | ------- | ------- | ------- | ------ |
|      | Gary Hunt           | Gran Bretagna | 104.50  | 116.10  | 161.20  | 108.30  | 139.20  | 629.30 |
|      | Jonathan Paredes    | Messico       | 106.40  | 113.95  | 130.05  | 106.40  | 139.65  | 596.45 |
|      | Artem Silchenko     | Russia        | 96.90   | 122.55  | 119.70  | 106.40  | 148.40  | 593.95 |
| 4    | David Colturi       | Stati Uniti   | 104.50  | 111.80  | 142.80  | 91.20   | 136.40  | 586.70 |
| 5    | Andy Jones          | Stati Uniti   | 96.90   | 98.90   | 145.60  | 102.60  | 135.15  | 579.15 |
| 6    | Orlando Duque       | Colombia      | 96.90   | 96.75   | 126.00  | 100.70  | 151.20  | 571.55 |
| 7    | Steven LoBue        | Stati Uniti   | 95.00   | 107.50  | 139.50  | 91.20   | 137.25  | 570.45 |
| 8    | Michal Navrátil     | Rep. Ceca     | 95.00   | 109.65  | 119.70  | 96.90   | 143.10  | 564.35 |
| 9    | Miguel García       | Colombia      | 96.90   | 96.75   | 131.60  | 85.50   | 137.70  | 545.45 |
| 10   | Kris Kolanus        | Polonia       | 96.90   | 118.25  | 127.50  | 100.70  | 102.50  | 545.85 |
| 11   | Todor Spasov        | Bulgaria      | 95.00   | 103.20  | 121.90  | 79.80   | 117.60  | 517.50 |
| 12   | Anatoliy Shabotenko | Ucraina       | 96.90   | 81.70   | 140.40  | 96.90   | 97.50   | 513.40 |
| 13   | Carlos Gimeno       | Spagna        | 62.70   | 109.65  | 122.40  | 96.90   |         | 391.65 |
| 14   | Sergio Guzmán       | Messico       | 77.90   | 86.00   | 137.70  | 74.10   |         | 375.70 |
| 15   | Igor Semashko       | Russia        | 78.75   | 96.75   | 106.20  | 84.60   |         | 366.30 |
| 16   | Alessandro De Rose  | Italia        | 74.10   | 98.40   | 85.75   | 100.70  |         | 358.95 |
| 17   | Jorge Ferzuli       | Messico       | 87.40   | 96.00   | 100.00  | 74.10   |         | 357.50 |
| 18   | Cyrille Oumedjkane  | Francia       | 79.80   | 83.85   | 85.00   | 68.40   |         | 317.05 |
| 19   | Ilia Shchurov       | Russia        | 79.80   | 75.25   | 75.00   | 79.80   |         | 309.85 |
| 20   | Blake Aldridge      | Gran Bretagna | 87.40   | 111.80  | 88.20   | DNS     |         |        |